# Unia Ludowa Nawarry
Unia Ludowa Nawarry (hiszp. Unión del Pueblo Navarro, UPN) – hiszpańska regionalna centroprawicowa partia polityczna działająca w Nawarze.

## Historia
Unia Ludowa Nawarry powstała jako regionalne ugrupowanie w 1979, została założona przez działaczy wywodzących się z lokalnych struktur Unii Demokratycznego Centrum. Unia stała się ugrupowaniem konserwatywnym, akcentującym potrzebę wzmacniania regionalnej tożsamości, jednocześnie zdecydowanie oponującym przeciwko działalności baskijskich ruchów nacjonalistycznych.
UPN w wyborach w 1979 uzyskała 1 mandat poselski w Kongresie Deputowanych. Podjęła następnie współpracę z Sojuszem Ludowym, a później z powołaną w 1989 Partią Ludową. Od 1982 centroprawica do niższej izby krajowego parlamentu wprowadzała w regionie od 2 do 3 posłów. W 1991 doszło do zacieśnienia współpracy z ludowcami – Partia Ludowa w regionie uległa rozwiązaniu i zrezygnowała ze startu w wyborach regionalnych, działacze UPN mogli uzyskiwać członkostwo indywidualne w PP, w wyborach do parlamentu Hiszpanii obowiązywał zaś wspólny szyld.
Unia wzmacniała też swoją pozycję w regionie, wygrywając po raz pierwszy wybory do parlamentu Nawarry w 1991. Od tego też roku do 1995 jej działacz Juan Cruz Alli stał na czele regionalnego rządu. Po kilkumiesięcznej przerwie UPN powróciła do władzy w Nawarze w 1996, obsadzając od tego czasu urząd prezydenta regionu – do 2011 funkcję tę pełnił Miguel Sanz, następnie objęła ją Yolanda Barcina. W 2015 powróciła do opozycji.
Sojusz UPN z PP w regionie rozpadł się w 2008. Partia Ludowa odtworzyła wówczas własne struktury w Nawarze, obie partie odrębnie wystartowały w wyborach regionalnych w 2011. Jednakże przed wyborami krajowymi w 2011 oba ugrupowania uzgodniły wystawienie wspólnych list wyborczych do hiszpańskiego parlamentu, kontynuując tę współpracę na poziomie wyborów krajowych również w 2015 i 2016. W wyborach w kwietniu 2019 do wspólnego komitetu na poziomie wspólnoty dołączyła partia Obywatele. Koalicja przyjęła nazwę Navarra Suma, reaktywowano ją również na wybory w listopadzie 2019. Sojusz rozpadł się ostatecznie w 2022. W następnym roku UPN wprowadziła jednego posła do Kongresy Deputowanych z własnej listy.

## Przewodniczący partii
- 1979–1985: Javier Gómara
- 1985–1997: Jesús Aizpún
- 1997–2009: Miguel Sanz
- 2009–2015: Yolanda Barcina
- 2015–2015: Juan Antonio Sola
- 2015–2024: Javier Esparza
- od 2024: Cristina Ibarrola[8]